# Trinquet d'Alzira

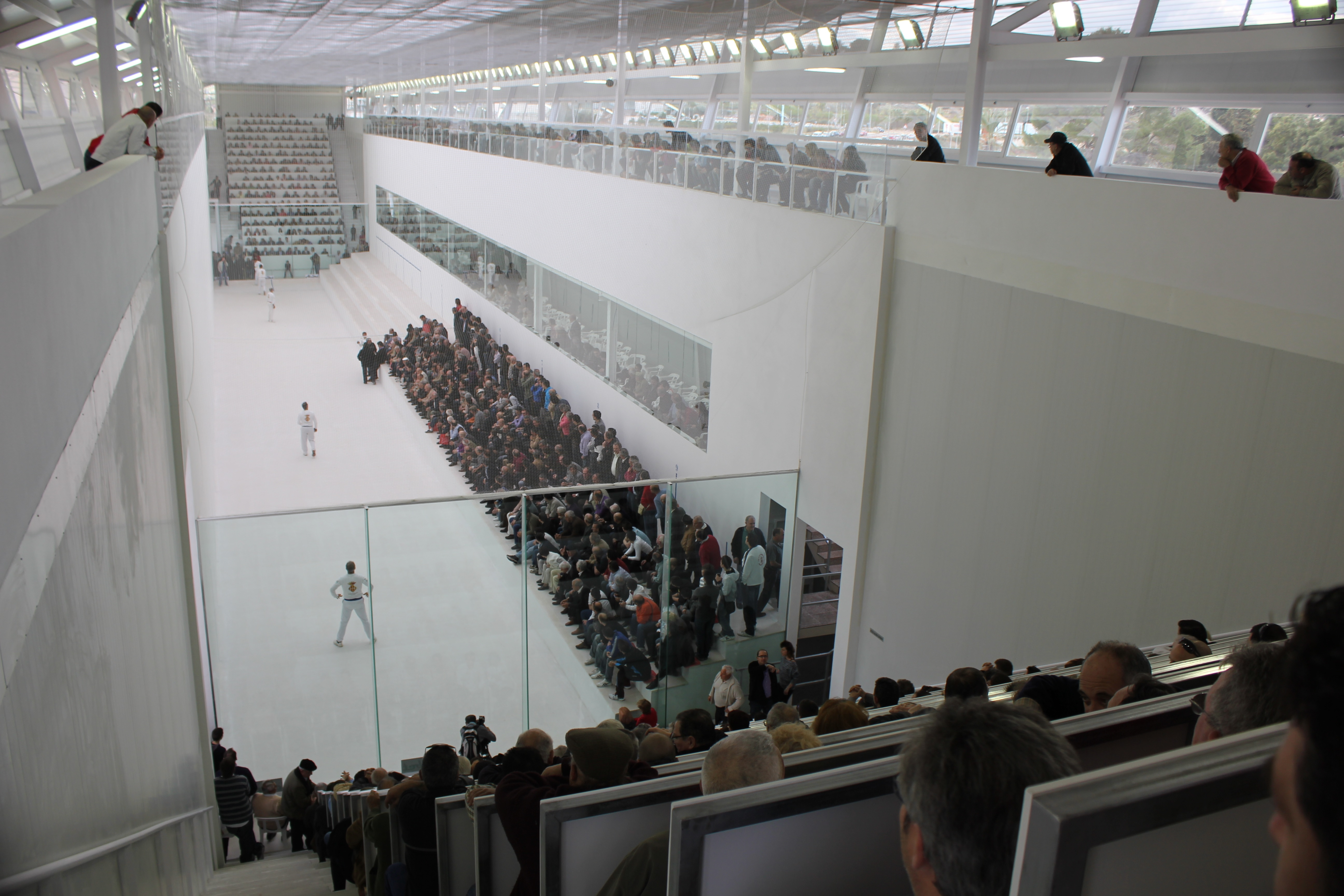
Trinquet d'Alzira, any 2011

El Trinquet d'Alzira és el trinquet de capçalera d'Alzira (Ribera Alta). Fou inaugurat el 2011, de titularitat municipal és gestionat pel Club de Pilota Valenciana d'Alzira, on es juga a les modalitats d'escala i corda i raspall. És la seu del propi Club, així com l'Escola de Pilota Valenciana d'Alzira.

## Història
Aquest trinquet és també conegut amb el nom de Nou Trinquet d'Alzira en contraposició de l'històric trinquet de finals del segle xix situat al centre d'Alzira. En aquest trinquet es deixà de practicar la Pilota Valenciana a finals del segle XX i amb la recuperació de l'esport de la mà del club local que reivindicava la construcció d'una instal·lació moderna. El maig de 2011 s'inaugurà el nou trinquet amb la presència de mítics pilotaires com Rovellet, Juliet, Pigat, Bausset, Xatet, Batiste, Sagasta, Vinyes, Enriquito, etc. A més de Paco Cabanes "el Genovés", Enric Sarasol, Fredi i Vicent "Pataques" que jugaren una partida d'exibició.
El trinquet, amb unes condicions i característiques específiques, ha allotjat partides de Pilota al més alt nivell, destacant les finals de campionats com la Copa Diputació d'Escala i corda en les edicions de 2011, 2012 i 2013. També en la modalitat de raspall s'han jugat partides del circuit professional com de l'aficionat.

## Canxa
Les característiques del recinte esportiu són considerades innovadores i innèdits ins a la data. Es tracta d'un trinquet cobert i pintat a la manera antiga, d'un blanc immaculat (algunes pistes havien sigut pintades de blau com la del Trinquet del Genovés). La pista compta amb una longitud de 57’96 metres de llarg, per 9,8 d'ample (6,3 metres sense contar l'escala) i té capacitat per a uns 1.300 espectadors.
Una de les particularitats del recinte és que tots els espectadors tenen una visió completa de la pista de joc, independentment d'on estan situades. Les galeries (tant del dau com del rest) a la mateixa cota que la canxa de joc i protegides per un cristall milloren sensiblement la visibilitat del joc. També el corredor lateral de l'escala substitueix la tradicional muralla per un ample finestral que creua tot el trinquet.
Una altra de les singularitats del trinquet és que en un primer moment fou dissenyat sense la llotgeta de baix; semblant al Trinquet de Vila-real. Tot i que més tard es va incloure. L'obra ha comptat amb 900.000 euros de pressupost.